# Norbert Eschbach
Norbert Eschbach (* 1954) ist ein deutscher Klassischer Archäologe.
Norbert Eschbach wurde im Juli 1982 an der Universität Mainz bei Robert Fleischer promoviert. Daran schlossen sich zwischen September 1982 und Juni 1983 Werkverträge an der Liebieghaus Skulpturensammlung in Frankfurt am Main an, daran bis Oktober 1984 das Reisestipendium des Deutschen Archäologischen Instituts. Im November 1984 wurde Eschbach freier, im Mai 1985 wissenschaftlicher Mitarbeiter am Landesamt für Bodendenkmalpflege in Mainz und im November 1985 wissenschaftlicher Angestellter an der Professur für Klassische Archäologie der Universität Gießen bei Wolfram Martini. Im Jahr 1989 wurde er dort wissenschaftlicher Assistent.
Im Mai 1995 erfolgte die Habilitation und die Ernennung zum Privatdozenten. Zwei Monate später wurde Eschbach Oberassistent in Gießen. Gastdozenturen führten ihn 1997 ans Archäologische Institut der Universität Istanbul und der Aristoteles-Universität Thessaloniki, 1999 erneut nach Istanbul. 1999 wurde Eschbach auch Hochschuldozent in Gießen. 2001 bis 2003 war Eschbach Gießener Projektleiter des Bildarchivs prometheus. Zudem war er seit 2002 wissenschaftlicher Mitarbeiter des „Projektes Perge“ und des Corpus Vasorum Antiquorum Deutschland für die CVA-Bände Göttingen Bd. 3–4. 2006 war er erneut wissenschaftlicher Mitarbeiter des „Projektes Perge“. Von 2008 bis 2009 vertrat Eschbach eine Professur an der Georg-August-Universität Göttingen. 2010 wurde er zum außerplanmäßigen Professor an der Universität Gießen ernannt. Von April 2016 bis zur Berufung von Katharina Lorenz zum Sommersemester 2018 vertrat er die Professur für Klassische Archäologie in Gießen.
Eschbachs Forschungsschwerpunkt ist die griechische Vasenmalerei, hier insbesondere die panathenäischen Preisamphoren und die Bearbeitung der Göttinger CVA-Bände. Als Feldarchäologe war Eschbach von 1994 bis 1999 am Survey auf der Akropolis von Perge und von 1997 bis 2001 an den Ausgrabungen dort beteiligt.

## Schriften
- Statuen auf panathenäischen Preisamphoren des 4. Jhs. v. Chr. Philipp von Zabern, Mainz 1986, ISBN 3-8053-0843-4 (= Dissertation).
- (Mitarbeit) Bilder der Hoffnung. Jenseitserwartungen auf Prunkgefäßen Süditaliens. Museum für Kunst und Gewerbe, Hamburg 1995, ISBN 3-923859-26-0.
- mit Martin Bentz (Herausgeber): Panathenaïka. Symposion zu den Panathenäischen Preisamphoren, Rauischholzhausen 25.11. – 29.11.1998. Philipp von Zabern, Mainz 2001, ISBN 3-8053-2708-0.
- Corpus Vasorum Antiquorum Deutschland. Band 83. Göttingen, Archäologisches Institut der Universität. Band 3. Attisch schwarzfigurige Keramik. C. H. Beck, München 2007, ISBN 978-3-406-55855-9 (Digitalisat).
- Corpus Vasorum Antiquorum Deutschland. Band 92. Göttingen, Archäologisches Institut der Universität. Band 4. Attisch rotfigurige Keramik. C. H. Beck, München 2012, ISBN 978-3-406-63595-3 (Digitalisat).
- Panathenäische Preisamphoren aus dem Kerameikos Athen (= Kerameikos. Band 21). Reichert, Wiesbaden 2017, ISBN 978-3-95490-290-3.
- mit Wolfram Martini: Die Akropolis von Perge. Die Ergebnisse der Grabungen 1998–2004 und 2008 (= AKMED Series in Mediterranean Studies. Band 1). AKMED, Antalya 2017, ISBN 978-605-9389-65-5.
- Corpus Vasorum Antiquorum Deutschland. Band 104. Dresden, Staatliche Kunstsammlungen, Skulpturensammlung. Band 3: Attisch rotfigurige Keramik. C. H. Beck, München 2018, ISBN 978-3-7696-3781-6.